# Teófilo Gutiérrez
Teófilo Antonio Gutiérrez Roncancio (ur. 17 maja 1985 w Barranquilli) – kolumbijski piłkarz grający na pozycji środkowego napastnika w Atlético Junior. Południowoamerykański Piłkarz Roku 2014.

## Kariera klubowa
Teófilo Gutiérrez jest wychowankiem drugoligowego klubu Barranquilla FC. Dobra gra zaowocowała transfera do bardziej znanego lokalnego rywala – Atlético Junior. W 2007 roku zadebiutował w jego barwach w lidze kolumbijskiej.
W barwach Atlético Junior Gutiérrez z 16 bramkami był królem strzelców turnieju Apertura 2009. 42 bramki w 79 meczach zaowocowały transferem do tureckiego Trabzonsporu. W barwach Trabzonsporu zadebiutował 24 stycznia 2010 w wygranym 3-1 meczu z Sivassporem.
W barwach klubu z Trabzonu rozegrał 17 spotkań, w których strzelił tylko 4 bramki i zimą 2011 zdecydował się na transfer do argentyńskiego klubu Racing Club de Avellaneda. W barwach Racingu zadebiutował 20 lutego 2011 w przegranym 0-1 meczu z Boca Juniors. Już 6 dni później w wygranym 2-1 wyjazdowym meczu z San Lorenzo de Almagro zdobył obie bramki dla Racingu.
| Sezon   | Klub                      | Kraj       | Rozgrywki           | Mecze | Bramki |
| ------- | ------------------------- | ---------- | ------------------- | ----- | ------ |
| 2006    | Barranquilla FC           | Kolumbia   | Categoría Primera B | 28    | 16     |
| 2007    | Atlético Junior           | Kolumbia   | Categoría Primera A | 11    | 1      |
| 2008    | Atlético Junior           | Kolumbia   | Categoría Primera A | 24    | 11     |
| 2009    | Atlético Junior           | Kolumbia   | Categoría Primera A | 44    | 30     |
| 2009/10 | Trabzonspor               | Turcja     | Süper Lig           | 11    | 0      |
| 2010/11 | Trabzonspor               | Turcja     | Süper Lig           | 6     | 4      |
| 2010/11 | Racing Club de Avellaneda | Argentyna  | Primera División    | 16    | 11     |
| 2011/12 | Racing Club de Avellaneda | Argentyna  | Primera División    | 24    | 8      |
| 2012    | Atlético Junior           | Kolumbia   | Categoría Primera A | 18    | 5      |
| 2012/13 | Cruz Azul                 | Meksyk     | Liga MX             | 21    | 6      |
| 2013/14 | River Plate               | Argentyna  | Primera División    | 27    | 7      |
| 2014    | River Plate               | Argentyna  | Primera División    | 13    | 10     |
| 2015    | River Plate               | Argentyna  | Primera División    | 7     | 5      |
| 2015/16 | Sporting CP               | Portugalia | Primeira Liga       | 23    | 11     |
| 2016/17 | Rosario Central           | Argentyna  | Primera División    |       |        |

## Kariera reprezentacyjna
W reprezentacji Kolumbii Gutiérrez zadebiutował 12 sierpnia 2009 w przegranym 1:2 towarzyskim meczu z Salwadorem. Był to udany debiut, gdyż Gutiérrez jedyną bramkę dla Kolumbii. W 2011 został powołany do reprezentacji na turniej Copa América. Po występie na mistrzostwach świata w Brazylii w 2014 został uznany Piłkarzem Roku w Ameryce Południowej.